# Seututie 365
Pour les articles homonymes, voir Route 365.
La route régionale 365 (finnois : Seututie 365) est une route régionale allant de Keltti à Kouvola jusqu'à Voikkaa à Kouvola en Finlande,,.

## Présentation
La seututie 365 est une route régionale de la Vallée de la Kymi.